# Serra do Jatobá
A serra do Jatobá ou Itamorotinga (em Tupi) é uma formação rochosa situada no complexo conhecido como Palestina do Cariri, no município de Serra Branca, estado da Paraíba, no Brasil. Distante aproximadamente 9 km a sudoeste do perímetro urbano da cidade, a Serra do Jatobá é frequentemente descrita em alguns textos como sendo o maior monólito granítico da América do Sul (ainda que não se tenha identificado referências científicas que comprovem tal afirmativa).
É o principal monumento geológico e turístico do município, o qual conta com diversos sítios arqueológicos, onde existem inúmeras inscrições rupestres gravadas.

## Geologia e aspectos fisiográficos
O município de Serra Branca encontra-se totalmente inserido na unidade geoambiental do Planalto da Borborema, na microrregião do Cariri Ocidental e é formado por maciços e outeiros altos, com altitude variando entre 650 a 1.000 metros, ocupando uma área de arco que se estende desde o sul do estado do Alagoas até o estado do Rio Grande do Norte.
No semiárido brasileiro, vários afloramentos são utilizados para visitação pública e exercem papel destacado no desenvolvimento do ecoturismo regional. O afloramento da Serra do Jatobá, com seus 3 km de extensão por 2 km de largura e 500 m de altura, encontra-se no Domínio dos Complexos Granitoides deformados, onde predominam em séries graníticas subalcalinas, planaltos e inselbergs. Tal afloramento, caracterizado por formações graníticas e gnáissicas isoladas, se destaca pela ocorrência de uma flora local bem particular diversa da flora do entorno, além de constituir importantes sítios arqueológicos.

## Arqueologia

### Sítio arqueológico Tamboril
A literatura arqueológica registra diversos sítios no município de Serra Branca. Um dos mais importantes localiza-se numa localidade denominada Tamboril, um extenso lajedo que serve de base para a Serra do Jatobá, do qual se origina o nome do sítio arqueológico.
O sítio apresenta-se no lajedo, ao pé da serra, numa rocha matriz, sendo considerado como painel único, pela dispersão das sinalações, com as seguintes dimensões: 20,7m de largura por 20m de comprimento, com orientação oeste.
As gravuras foram feitas sobre a rocha matriz da serra, na sua base, de forma que, muitas se encontram bastante degradadas pelo intemperismo do local, a exemplo de gravações com sinais geométricos (circulares e lineares) já muito desgastadas. Seus blocos de rochas apresentam bordas muito tênues, devido à ação de intempéries.

### Sítio arqueológico Poção
O sítio arqueológico Poção está localizado no alto de afloramentos graníticos, distantes 7 quilômetros da zona urbana do município de Serra Branca, mais precisamente na localidade Poção, onde se encontram incrustadas as sinalações pré-históricas. É composto de um conjunto de desmedidos blocos graníticos que talvez tenham desfraldado-se de um enorme batólito por efeitos tectônicos ou mesmo térmicos. Seu dorso é relativamente plano e fica à 6 metros do solo, acessível por pedras menores provendo degraus, facilitando a subida sem que seja necessário qualquer tipo de equipamento especial de escalada.
As gravuras apresentam motivos geométricos, alguns apenas raspados e pouco profundos, curvilíneos, lineares, e diversas formas onduladas ora em forma de correntes, ora formando ondas simétricas. Seis painéis são distribuídos no sítio de forma regular, com orientações Sudoeste e Noroeste e tamanhos diferenciados.
O que tem intrigado os cientistas que chegam ao local para pesquisas são duas linhas paralelas que cruzam o lajedo de sul a norte. São semelhantes à trilhos, dividindo o painel rupestre de maneira distinta em dois conjuntos: em seu lado esquerdo o painel está configurado com diversos símbolos num amplo espaço, de forma bem espalhada e do lado direito há uma concentração de símbolos em um curto espaço com a predominância dos círculos concêntricos. Observando-as, de sul a norte, vemos que estas linhas formam um caminho imaginário que seguindo em linha reta terá como destino a Serra do Jatobá, visível num raio de 80 quilômetros. Os estudiosos divergem a respeito se seriam estas linhas alguma indicação do relevo ou
mesmo alguma sinalização hídrica.